# Border kolie
Border kolie (anglicky Border Collie) je plemeno psa domácího. Řadí se mezi plemena ovčácká, pastevecká a honácká.

## Historie
Plemeno bylo vyšlechtěné na konci 19. století na pomezí (hranice = border) Anglie a Skotska. Tato oblast se nazývá Border Counties. Původně bylo plemeno určeno zejména pro shánění ovcí do stád a vedení stád nehostinnou krajinou podle povelů pastevce. Jako jednou z prvních border kolií je označován pes Old Hemp, který je současně i předkem vůbec prvních border kolií novodobého vzhledu[zdroj?]. Název plemene byl stanoven v roce 1910. Nejstarší (od roku 1906) organizací zabývající se registrací border kolií je International Sheep Dog Society (ISDS) se sídlem ve Velké Británii. ISDS má v ČR „asociovaného člena“ KPOP ČR (Klub pracovních ovčáckých psů České republiky, z.s.). Tato organizace se nezabývá chovem (není chovatelský klub), pouze umožňuje registraci border kolií u ISDS (splněním určitých podmínek).

## Povaha

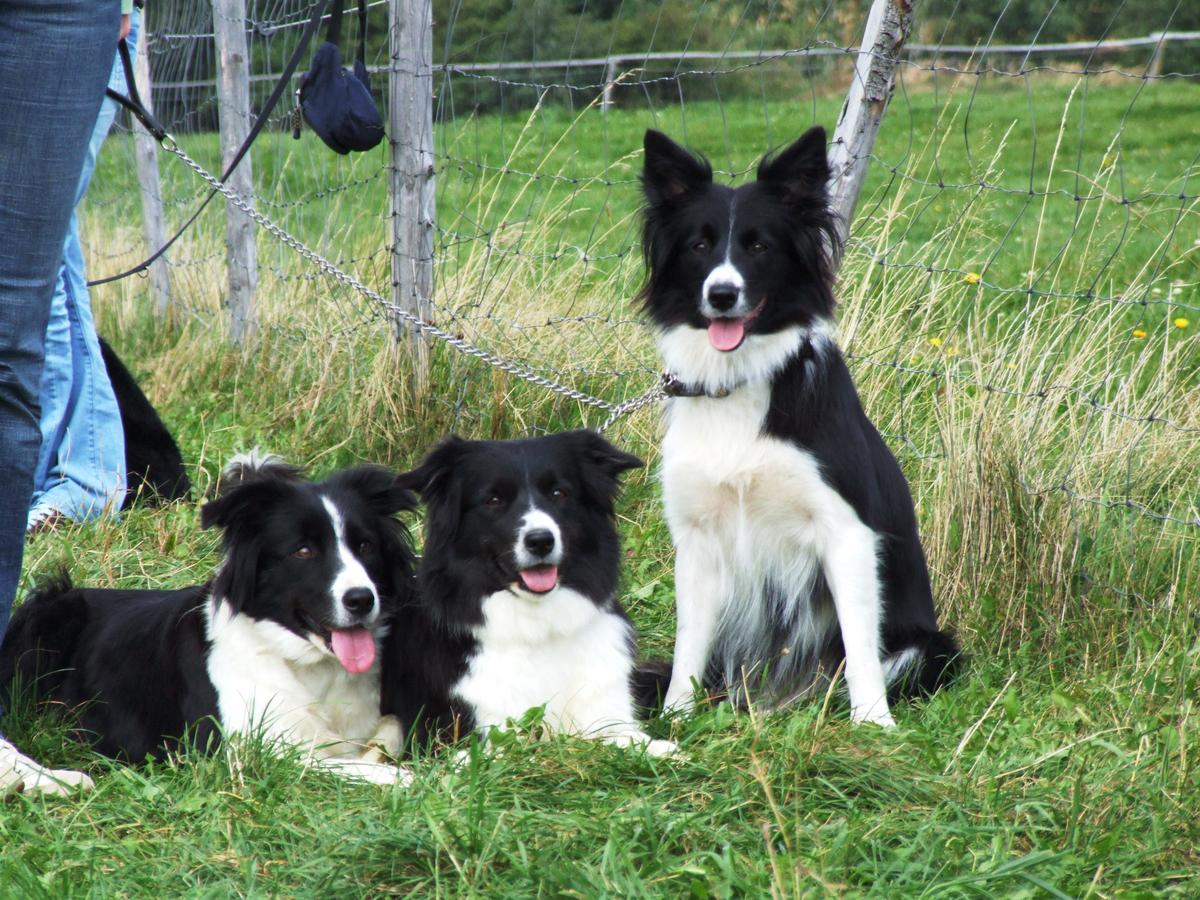
Border kolie

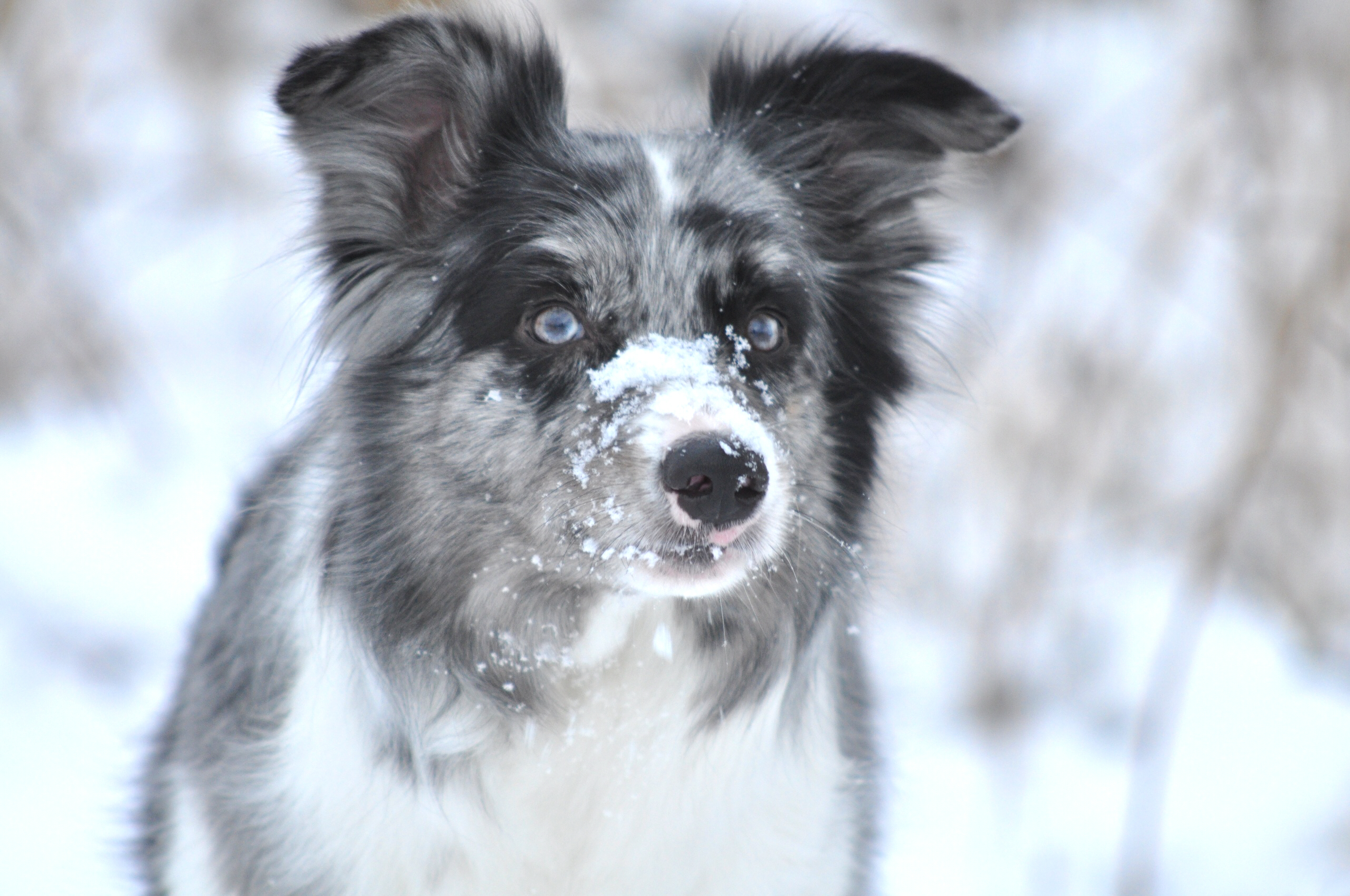
Border kolie

Border kolie se řadí k nejinteligentnějším plemenům, je to učenlivý a pracovitý pes. Je to velmi živé, pozorné a obratné plemeno. Je velmi aktivní, proto potřebuje dostatek prostoru a pohybu. Kolii se nedoporučuje chovat celoročně venku v kotci, protože hrozí riziko vzniku nežádoucího chování. Kolie celkem snadno vychází s ostatními zvířaty, ale je lepší, když je k tomu vedena již od štěněte. K lidem je také velice přátelská, ke svému pánovi dokáže silně přilnout a plně se mu oddat. Je to fyzicky zdatný pes, odolný vůči nepřízni počasí, a hravý. Nesnáší hrubost, psychický nátlak, zklamání a fyzické či psychické tresty. Border kolie je neagresivní plemeno. Border kolie jsou velmi citliví psi a potřebují jemné vedení, často jsou schopni předvídat povely předem. Pokud je border kolie správně socializovaná a dostatečně zaměstnaná, je z ní nenahraditelný společník. Nejvíce se hodí k aktivním lidem, kteří jsou ochotni jí dát dostatek pohybu (procházky, sporty). Nemusí plnit svůj původní účel, pasení; existují dokonce jedinci tohoto plemene, kteří se na pasení nehodí.

## Vzhled

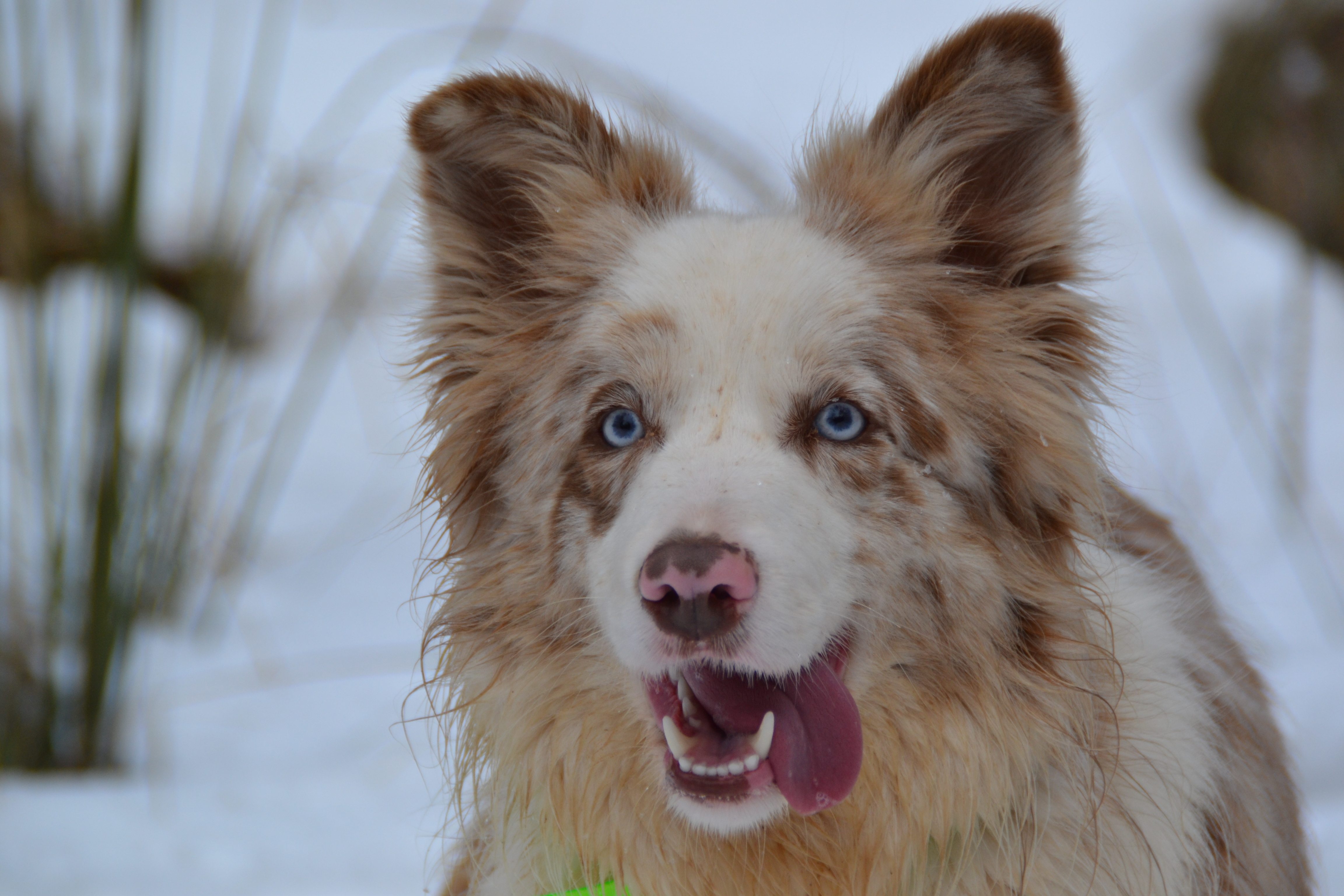
Red merle, fena

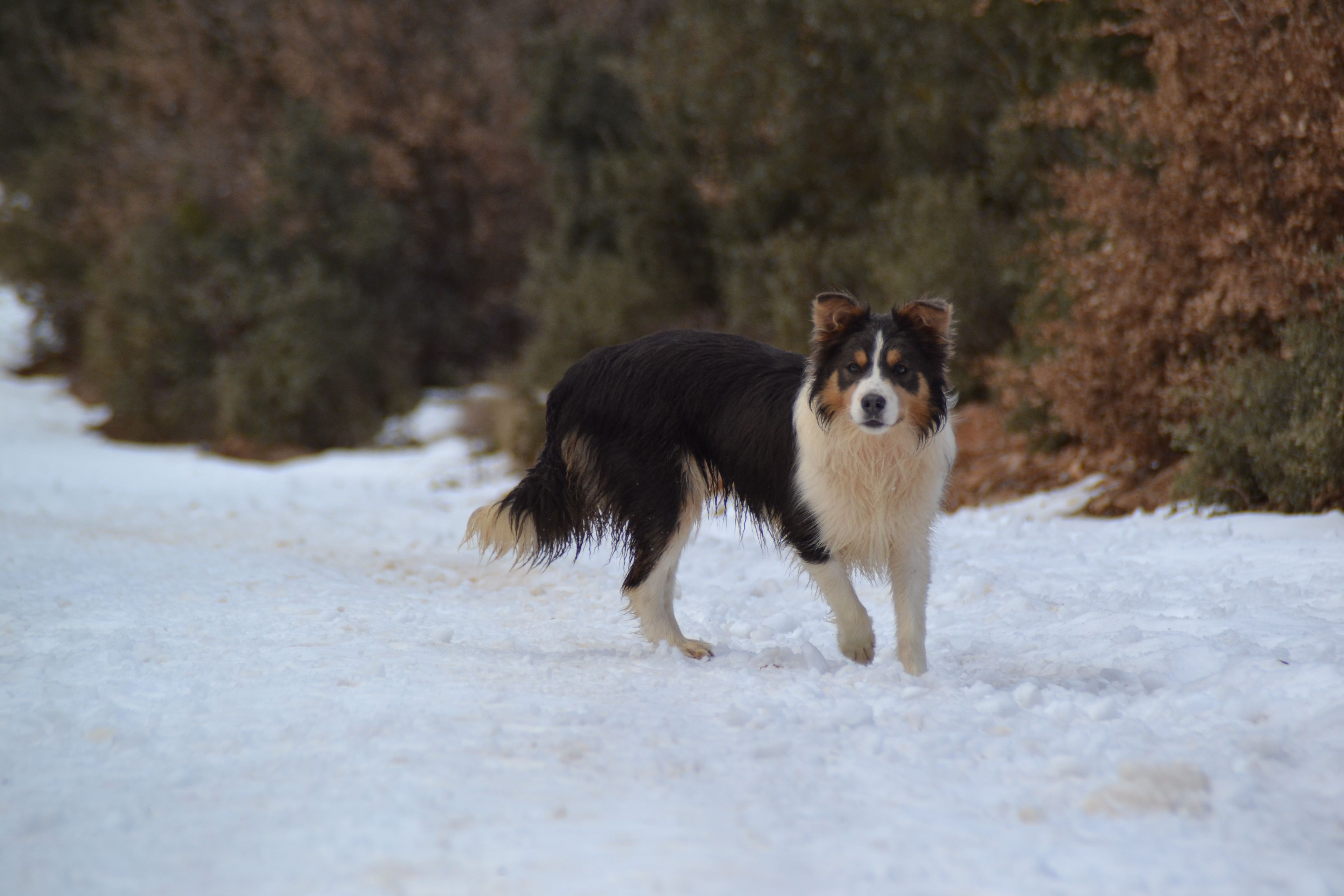
Tricolor, fena

Border kolie je pes středního vzrůstu, není těžkopádná ani příliš lehká. Psi dorůstají až 53 cm, feny jsou o něco menší[zdroj?]. Samci jsou i těžší a dosahují hmotnosti 14–22 kg, feny 12–19 kg. Srst je středně dlouhá nebo krátká. U tohoto plemene se nejvíce cení[kým?] pohyb, který je volný, plynulý, plíživý a rychlý.[zdroj?]
Je mnoho barevných variant srsti, nejčastější je černá s bílými znaky (mezi klasické bílé znaky patří límec, ponožky, špička ocasu, břicho, lysina někdy i boky). Mezi další patří např. hnědobílá, ee-red, blue merle, red merle, tricolor atd. (je povolené skoro jakékoli zbarvení, ale nikdy by neměla převládat bílá). V chovu registrovaném FCI se nepřipouštějí jedinci, u kterých převládá bílá, a není povoleno připouštět mezi sebou dva jedince merle zbarvení. V pracovních chovech, registrovaných ISDS a jinými organizacemi zaměřenými na práci, se na barvu psa nebere žádný ohled – zde je výběr jedinců závislý pouze na tom, jak daný jedinec pracuje (u zvířat).[zdroj?]
Oči mohou být v celé škále hnědé. Také jsou povoleny modré (nebo jedno modré nebo půlka oka modrá), ale to pouze v případě merle jedinců, jinak je to vada (FCI). U pracovních psů mohou být modré oči žádoucí, zvláště při práci s hovězím dobytkem – zvířata se modrých očí bojí.[zdroj?]

## Potřeby k získání průkazu původu (PP) a uchovnění psa
Průkaz původu je něco jako rodný list psa, ve kterém je doložen rodokmen psa. Aby mohla štěňata získat průkaz původu, musí mimo jiné být oba rodiče tzv. uchovněni.
K uchovnění psa je potřeba splnit podmínky daného chovatelského spolku. Podmínkami obvykle bývá vyšetření na dědičné oční choroby, vyšetření kyčlí (DKK) a absolvování bonitace. Některé spolky mohou vyžadovat další dodatečné zkoušky, vyšetření nebo výstavy. Například Border Collie Club Czech Republic, pod kterým je odchována většina FCI border kolií v ČR, vyžaduje v zájmu zachování zdraví psů také vyšetření loktů (DLK) a ramen (OCD).

## Výkony

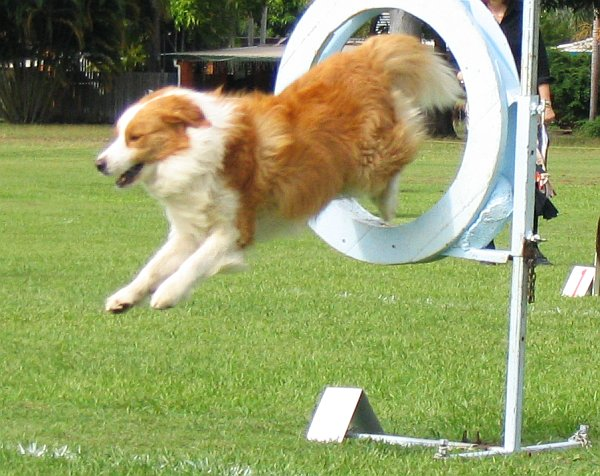
Border kolie, v rezavobílem zbarvení – agility

Jelikož je Border kolie hodnocená[kým?] jako jedno z nejinteligentnějších psích plemen, objevuje se často na prvních příčkách různých tabulek cílených na měření psí inteligence[zdroj?]. V manipulaci s větším či menším stádem ovcí i jiných hospodářských zvířat nemá konkurenci, stejně tak výborná je v různých kynologických sportech, jako jsou třeba agility, obedience, dogfrisbee, flyball aj.[zdroj?]